# Karo Hämäläinen

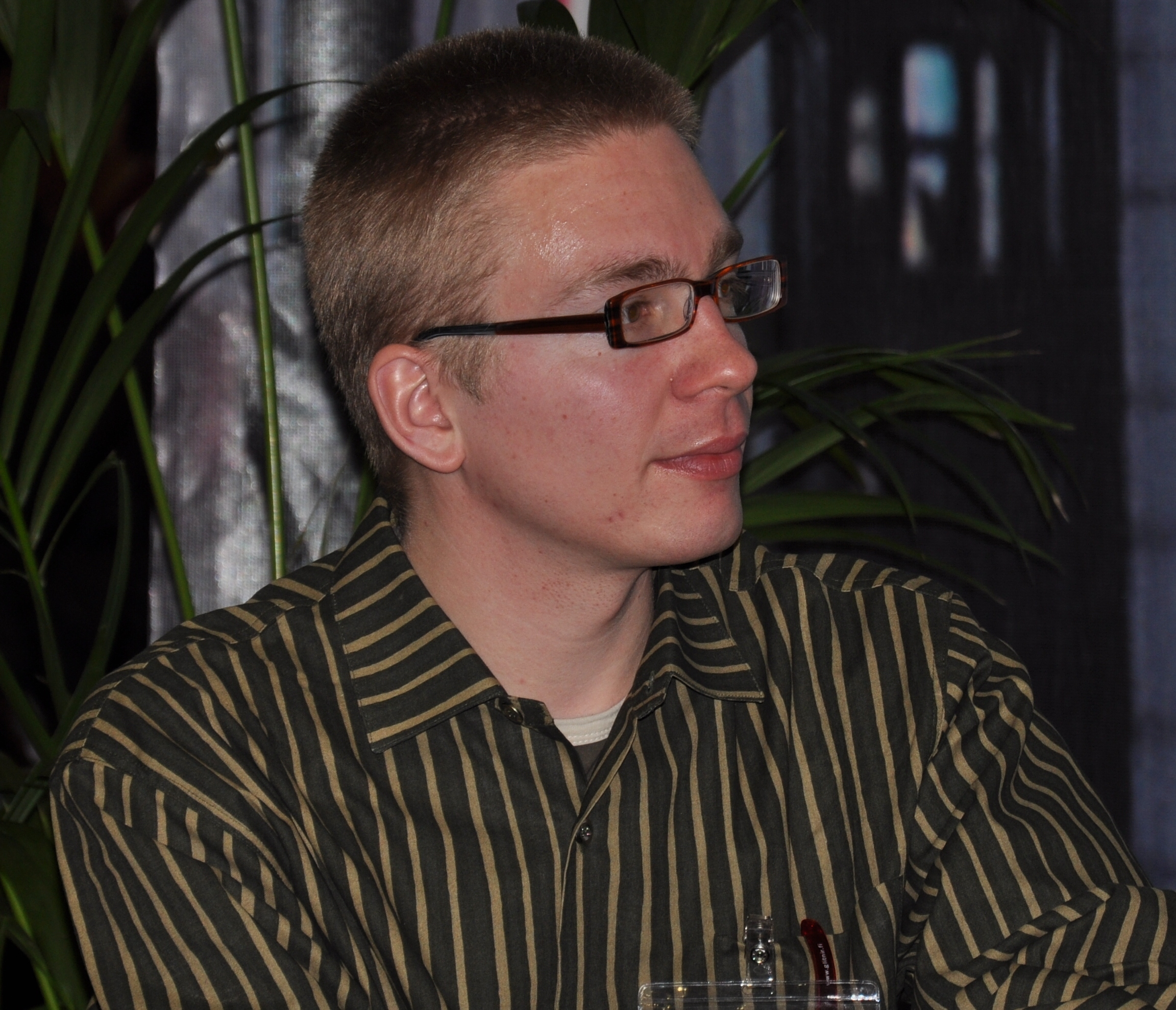
Karo Hämäläinen, 2009

Karo Olavi Hämäläinen (* 11. Juni 1976 in Mikkeli, Finnland) ist ein finnischer Schriftsteller und Journalist. Er wohnt in Tampere.

## Leben
Hämäläinen hat Bücher für Kinder und Erwachsene geschrieben. Sein Debütroman war das Kinderbuch Samuli, Helsingin herra. Seinen Durchbruch schaffte er mit dem Finanzenthriller Erottaja (englisch: The Buyout) im Jahr 2011. 
Hämäläinen studierte Literaturwissenschaft und Philosophie an der Universität von Helsinki. Er hat ein Jahr in München und zwei Jahre in Berlin gewohnt. 
Zurzeit arbeitet Hämäläinen als leitender Wirtschaftsjournalist bei der Zeitschrift Arvopaperi.

## Familie
Hämäläinen war bis 2014 verheiratet mit der Schriftstellerin Salla Simukka.

## Werke (Auswahl)
Romane
- Kuudes askel, Tammi 2004
- Urho Kekkonen, Tammi 2005
- Erottaja, WSOY 2011
- Kolmikulma, WSOY 2012
- Ilta on julma, WSOY 2013

Für Jugendliche
- Barrikadirakkaus, Tammi, 2004
- Luokkakuva (mit Salla Simukka), Tammi 2009
- Juha und Ola -Serie, 5 Teile (mit Tapani Bagge), Tammi 2002–2007

Für Kinder
- Samuli-Serie, 9 Teile, Tammi 2000–2010
- Kirjastonhoitaja Moilanen, 2 Bücher, Tammi 2010–2011
- Hurraa Helsinki! Ikioma kaupunki, Illustriert von Salla Savolainen, Tammi 2012

Sachbücher u. a.
- Osakesijoittajan opas, Tammi 2003
- Ateenasta Ateenaan, Tammi 2004